# 迈尔·阿姆谢尔·罗斯柴尔德
迈尔·阿姆谢尔·罗斯柴尔德（德語：Mayer Amschel Rothschild，1744年2月23日—1812年9月19日）是18世纪德国犹太裔银行家，国际银行业王朝、历史上最成功的商业家族——罗斯柴尔德家族之父。在2005年的福布斯排行榜“历史上最有影响力的二十位商人”中名列第七，被誉为“国际金融业之父”。

## 早年
迈尔·阿姆谢尔·罗斯柴尔德，生于1744年德国法兰克福犹太人聚居地。他的父亲是Amschel Moses Rothschild（于1755年去世）、母亲是Schönche Rothschild née Lechnich（于1756年去世）。他的父亲Amschel，从事货物买卖、货币兑换的生意，也曾为黑森领地伯爵造币。
罗斯柴尔德家族的祖先可追溯到1577年的Izaak Elchanan Rothschild，他的名字取自他在法蘭克福猶太人聚居地的房子，zum roten Schild （在红盾的标记上）。
他的子孙都采用了这个姓，直至1664年，他们搬到了区内另一栋房子，Hinterpfann（立在平底锅底面的房子）。在19世纪初叶前，这栋房子一直是家族居住的地方（正墙宽度只有2.79米，当时住了超过30个人），楼下是家族经营的商店。

## 商业生涯
他到汉堡的银行Jakob Wolf Oppenheim工作，在1763年回到法兰克福。他开始销售稀有硬币，并得到了黑森选侯威廉一世赏识，让他为自己提供金融服务，他得以将业务拓展到各选侯国。1769年，选侯给予他Court Jew的头衔。在法国大革命爆发后，罗斯柴尔德通过担任英国与黑森之间的貿易中介，资产大增。
进入19世纪后，罗斯柴尔德仍然是举足轻重的银行家，并开始向各国借贷。
1806年，为报复威廉支持法国的敌国——普鲁士，拿破仑入侵黑森。威廉流亡石勒苏益格－荷尔斯泰因。但罗斯柴尔德得到了他的资产，并将其用作投资伦敦的用途。他通过走私货物获利（当时欧洲大陆处于拿破仑的大陆封锁政策下）。

## 罗斯柴尔德王朝
1798年，三子纳坦·迈尔·罗斯柴尔德携20,000英镑资本往英国，为家族入口纺织品，是罗斯柴尔德家族的第一个分支。1804年，纳坦入籍英国，并在伦敦市建立银行。1811年，幼子亚梅斯·迈尔·罗斯柴尔德被派往法国，以加强家族在欧洲的业务。在半岛战争期间，罗斯柴尔德家族通过金援驻葡英国军队，换取了以英国政府名义采购大量黄金的权利。
1812年9月19日，迈尔·阿姆谢尔·罗斯柴尔德于法兰克福去世。他葬于犹太人聚居地附近的旧犹太坟场。法兰克福的一个公园以他为名。1817年，奥皇追封罗斯柴尔德为贵族。

## 家庭

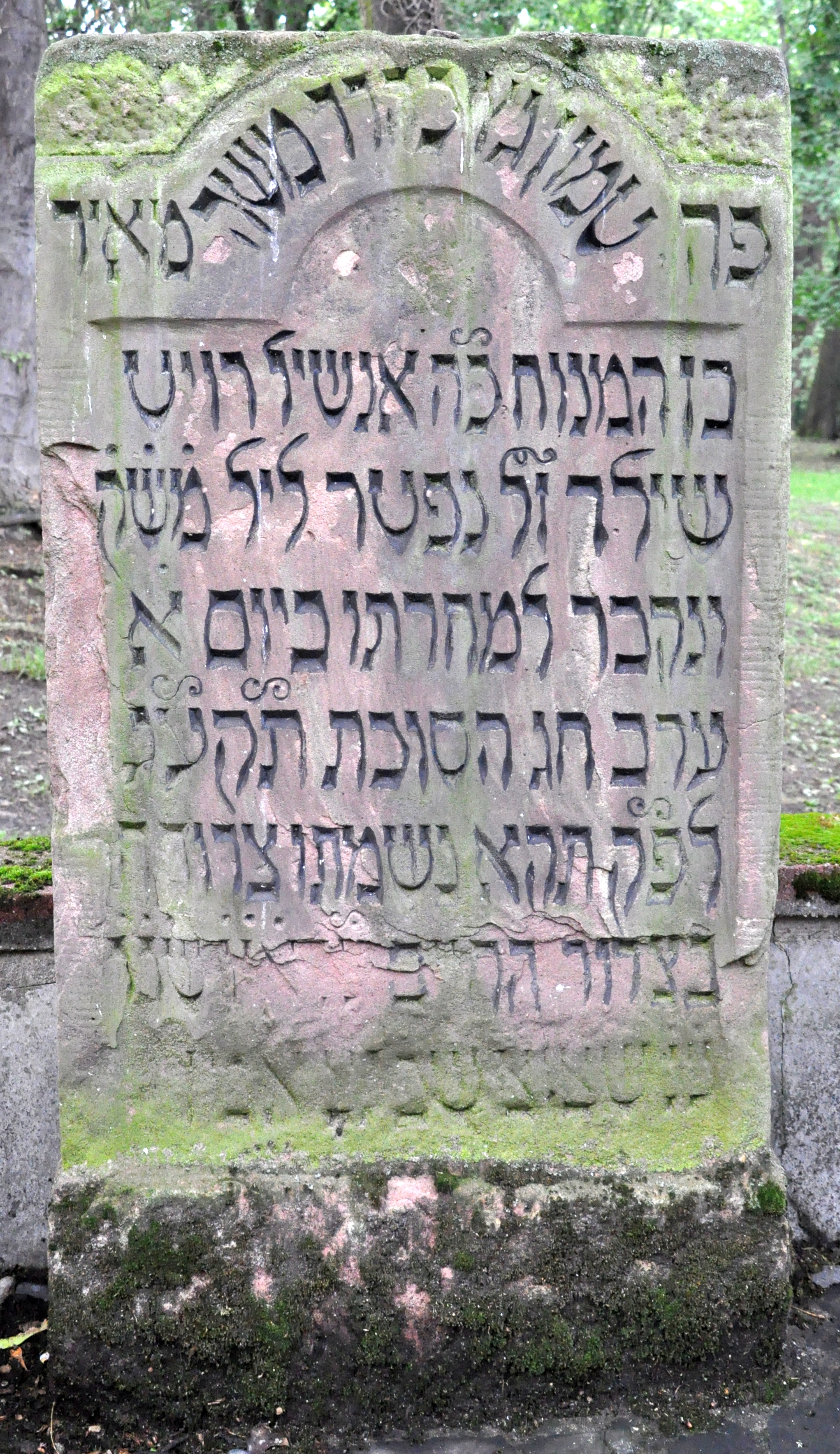
迈尔·阿姆谢尔·罗斯柴尔德之墓

罗斯柴尔德于1770年8月29日娶Guttle Schnapper（1753–1849）为妻，两人育有以下子女：
- 舍恩歇·珍妮特·罗斯柴尔德（Schönche Jeannette Rothschild）（1771年8月20日-1859年）
- 阿姆谢尔·迈尔·冯·罗斯柴尔德（Amschel Mayer von Rothschild）（1773年6月12日-1855年12月6日）
- 萨洛蒙·迈尔·冯·罗斯柴尔德（Salomon Mayer von Rothschild）（1774年9月9日-1855年7月28日）
- 纳坦·迈尔·罗斯柴尔德（Nathan Mayer Rothschild）（1777年9月16日-1836年7月18日）
- 伊莎贝拉·罗斯柴尔德（Isabella Rothschild）（1781年7月2日-1861年）
- 芭贝特·罗斯柴尔德（Babette Rothschild）（1784年8月29日-1869年3月16日)
- 卡尔·迈尔·冯·罗斯柴尔德（Carl Mayer von Rothschild）（1788年4月24日-1855年3月10日）
- 尤丽叶·罗斯柴尔德（Julie Rothschild）（1790年5月1日-1815年6月19日）
- 亨丽埃特·罗斯柴尔德（Henriette Rothschild）（1791年-1866年）
- 亚梅斯·迈尔·德·罗斯柴尔德（James Mayer de Rothschild）（1792年-1868年）

## 註腳
1. ↑  Noel, Michael. . Forbes. 2005-07-29  [2017-07-23]. 原始内容存档于2012-12-08.
2. ↑  Elon, p.47.
3. ↑  Elon, p.55.
4. 1 2  Elon, p.43.
5. ↑  Elon, p.41.
6. ↑  Elon, p.59.
7. ↑  Elon, p.65.
8. ↑  Elon, p.66.